# Liostomia hansgei
Liostomia hansgei is een slakkensoort uit de familie van de Pyramidellidae. De wetenschappelijke naam van de soort is voor het eerst geldig gepubliceerd in 1991 door Warén.